# ۱۱۴۶ (میلادی)
۱۱۴۶ (میلادی) هزار وصد و چهل و ششمین سال تقویم میلادی است.

## زادگان
- شیخ عطار نیشابوری: از عارفان و شاعران معروف ایرانی در قرن ششم هجری قمری.

## درگذشتگان
‎